# Comando Cóndor Azul
El Comando Cóndor Azul en Operaciones fue un intento de golpe de Estado llevado a cabo a fines de 1975 por militares nacionalistas de la Fuerza Aérea Argentina liderados por el brigadier mayor Jesús Cappellini. Si bien fracasó en derrocar a la presidenta María Estela Martínez de Perón, logró imponer un comandante afín en la titularidad de la fuerza haciendo un paso hacia el golpe de Estado de 1976.

## Antecedentes
En septiembre de 1975 los comandantes generales del Ejército y la Armada, Jorge Rafael Videla y Emilio Eduardo Massera respectivamente, comenzaron a conspirar contra el Gobierno peronista.

## Desarrollo
El 18 de diciembre de 1975, el jefe de la VII Brigada Aérea de Morón, Jesús Orlando Cappellini, puso en funciones al Comando Cóndor Azul en Operaciones. Este grupo de militares nacionalistas se planteó como objetivo forzar la renuncia del Gobierno peronista de María Estela Martínez de Perón y del comandante de la fuerza, Héctor Fautario. Su primera acción fue la detención de este último junto a otros tres brigadieres, en el Aeroparque Metropolitano de la Capital Federal. Después cercaron la zona. Fautario fue aprisionado en el Taller Regional Quilmes, mientras que los otros tres militares fueron llevados a Morón. A continuación, aviones de la VII Brigada sobrevolaron la Casa Rosada lanzando volantes que anunciaban sus objetivos. Los rebeldes procuraban el reemplazo del Gobierno peronista por el comandante del Ejército Jorge Rafael Videla, en representación de las tres Fuerzas Armadas. Videla transmitió un radiograma a todo el Ejército reconociendo a la sublevación como un problema de la Fuerza Aérea y no del Ejército al tiempo que no compartía la decisión de tomar el poder en esos días.
El 22 de diciembre la FAA bombardeó la VII Brigada.
El 23 de diciembre el brigadier mayor Orlando Ramón Agosti asumió como jefe de la Fuerza Aérea, reemplazando por la fuerza a Héctor Fautario, que pasó al retiro.

## Consecuencias
El movimiento fracasó en su objetivo principal pero debilitó al Gobierno nacional.
El 25 de diciembre de 1975, el teniente general Jorge Rafael Videla dirigió un ultimátum al Gobierno de abandonar el poder en un plazo de 90 días contados a partir del día de la fecha. El 24 de marzo de 1976 la amenaza fue cumplida con la Operación Reorganización Nacional, que despeñó a todas las autoridades nacionales y provinciales.